# Suruga fundicola
Pour les articles homonymes, voir Suruga.
Genre
Espèce
Suruga fundicola est une espèce de gobies, l'unique du genre Suruga.